# 芒市
芒市（ぼうし）は中華人民共和国雲南省徳宏タイ族チンポー族自治州に位置する県級市。同州州治の所在地でもある。

## 地理

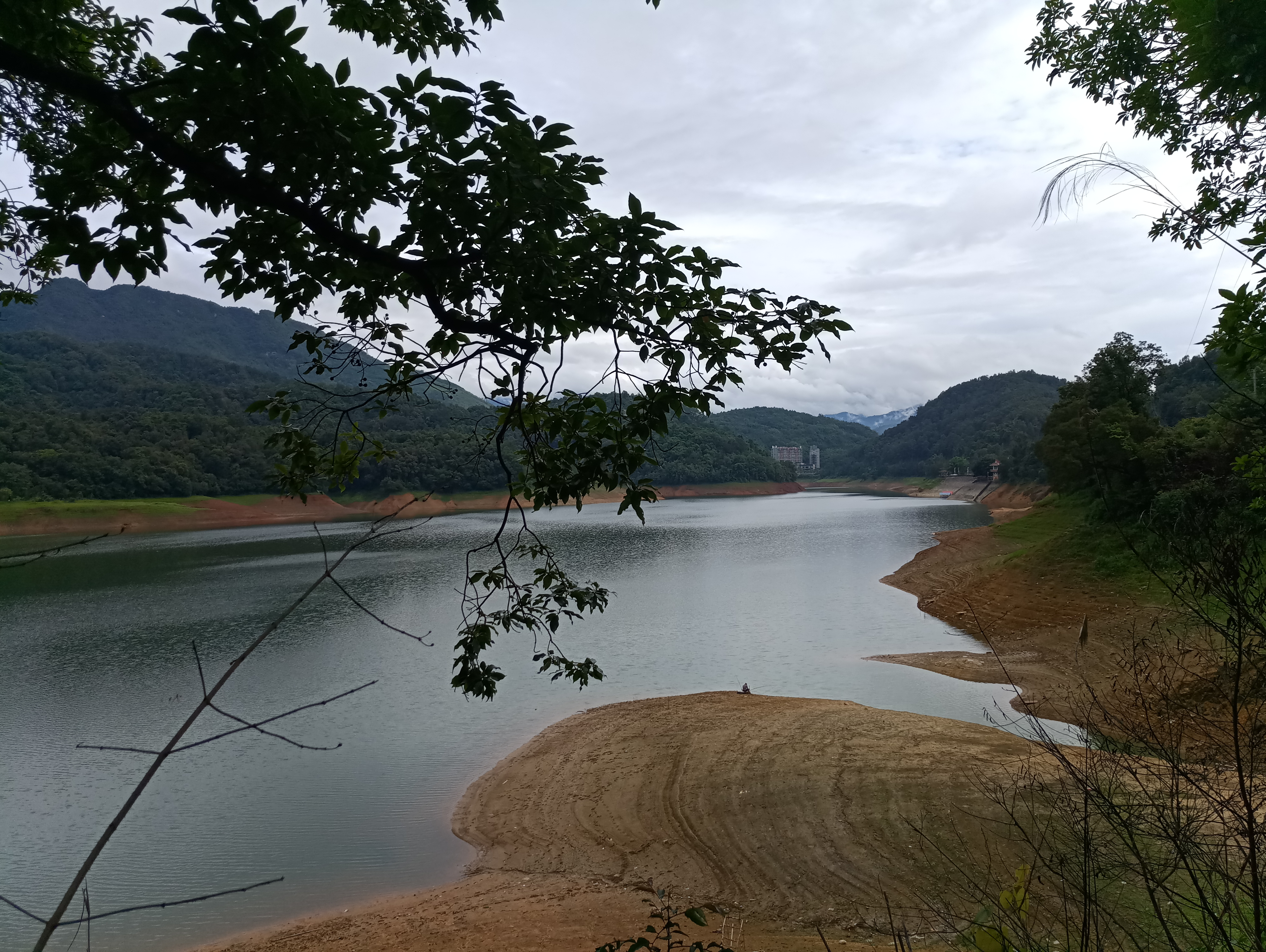
芒究ダム

国際河川である怒江流域や瑞麗江流域に位置する。芒究ダムがある。
また、ミャンマー国シャン州にある県級の行政区画ムーセ・ムーセー郡区・モンコーと国境を接する。

## 歴史

### 徳宏タイ族チンポー族自治区
- 1954年9月11日 - 雲南省保山専区盈江県・蓮山県・隴川県・瑞麗県・梁河県の5県と共に潞西県を編入。徳宏タイ族チンポー族自治区が成立。(6県)

### 徳宏タイ族チンポー族自治州
- 1956年4月29日 - 徳宏タイ族チンポー族自治区が徳宏タイ族チンポー族自治州に改組。(10県1鎮)
- 1958年10月22日 - 梁河県が騰衝県・隴川県・盈江県・潞西県に分割編入。(9県1鎮)
- 1996年10月28日 - 潞西県が市制施行し、潞西市となる。(3市3県)
- 2010年7月12日 - 潞西市が芒市に改称。(2市3県)

## 市名について
元々は潞西市という名称であったが、2008年に当市の各民族,各業界の4751人に対する民意調査で、潞西市を芒市に改名する支持率が96.96%に達したことから、2010年に正式に歴史的地名に戻した。芒市は中国で初めての漢字一文字の市名である。

## 行政区画
| 区分   | 数 | 名称                       |
| ------ | -- | -------------------------- |
| 街道   | 1  | 勐煥街道                   |
| 鎮     | 5  | 芒市 風平 遮放 勐戛 芒海   |
| 郷     | 5  | 軒崗 江東 五岔路 西山 中山 |
| 民族郷 | 1  | 三台山トーアン族           |

## 民族
漢族 187,744 人 (50.7%)、タイ族 130,760 人 (35.3%)、チンポー族 29,144 人 (7.8%)、トーアン族 9,640 人 (2.6%)、リス族 4,001 人 (1.1%)、アチャン族 1,951 人 (0.5%)、その他 (2.0%)。

## 交通

### 航空
- 徳宏芒市空港

### 鉄道
- 中国鉄路総公司
  - 中国鉄路昆明局集団公司
    - 大瑞線（建設中）（大理市方面）- 芒市 - 芒市西 -（瑞麗市方面）

### 道路
- 高速道路
  - 杭瑞高速道路
- 国道
  -  G320国道

## 健康・医療・衛生
- 芒市人民医院（中国語版）
- 芒市交通医院

## 名所・旧跡・観光スポット
- 五雲寺 (芒市)（中国語版）
- 菩提寺 (芒市)（中国語版）
- 佛光寺 (芒市)（中国語版）
- 勐焕大金塔（中国語版）
- 三仙洞 (芒市)（中国語版）
- 勐巴娜西珍奇園（中国語版）

## 姉妹都市・友好都市
- 江陵市（大韓民国・江原道 (南)）